# Titus Flavius Clemens
Titus Flavius Clemens († 95), auch kurz Flavius Clemens genannt, war ein römischer Politiker (Konsul des Jahres 95) und ein enger Verwandter des flavischen Kaiserhauses, der auf Initiative Kaiser Domitians ermordet wurde. Ein später behaupteter Zusammenhang mit der angeblichen Sympathie Clemens’ mit dem Christentum ist allerdings zweifelhaft.

## Familie
Titus Flavius Clemens war wahrscheinlich der Sohn des Suffektkonsuls der Jahre 69 und 72 Titus Flavius Sabinus. Da der Kaiser Vespasian sein Großonkel war, bestand auch eine enge Verwandtschaftsbeziehung zu dessen Söhnen, den Kaisern Titus und Domitian. Sein eigener Bruder, der wie der Vater Titus Flavius Sabinus hieß, war Gatte der Iulia, der Tochter des Titus.
Flavius Clemens war verheiratet mit Flavia Domitilla, einer Nichte Domitians, von der er mindestens sieben Kinder hatte. Domitian, der seit 81 als Kaiser regierte, bestimmte zwei der Söhne des Titus Flavius Clemens in deren frühester Jugend zur Nachfolge, ließ sie in Vespasianus und Domitianus umbenennen und gab ihnen den berühmten Rhetor Quintilian zum Lehrer.

## Laufbahn
Von der politischen Laufbahn des Titus Flavius Clemens ist nur wenig bekannt. In der Nacht vom 18. zum 19. Dezember 69 wurde der junge Titus Flavius Clemens wahrscheinlich zusammen mit seinem Bruder und mit Domitian von seinem Großvater in das Kapitol eingeschleust, wo die Anhänger Vespasians von den Anhängern des Vitellius belagert wurden. Danach ist von Flavius Clemens über 25 Jahre keine weitere Aktivität überliefert. Sueton nennt ihn denn auch „einen Menschen von verachtenswerter Trägheit“.
Von Januar bis April 95 amtierte Titus Flavius Clemens zusammen mit Domitian als ordentlicher Konsul. Noch im Mai 95, fast unmittelbar nach seinem Konsulat, ließ ihn der Kaiser „plötzlich, auf den leisesten Verdacht hin“ wegen „Gottlosigkeit“ anklagen. Es wird darüber spekuliert, dass er mit dem Glauben der Juden oder Christen sympathisierte, auch wenn diese Annahme in der Forschung heftig umstritten ist. Gegen die Annahme, Titus Flavius Clemens sei Christ gewesen, spricht neben den ungenauen Angaben in den wichtigsten antiken Quellen zu ihm auch die Tatsache, dass der christliche Autor Eusebius von Caesarea ihn erwähnt, ohne auf seine Religionszugehörigkeit einzugehen. Seine ebenfalls angeklagte Frau Domitilla begründete laut späterer Legende die bekannte christliche Grabstätte in den Katakomben von Rom (Domitilla-Katakomben).
Über die genaue Beziehung zu dem um diese Zeit als Bischof von Rom amtierenden Clemens lässt sich nichts Genaues sagen. Manche halten den Bischof für einen freigelassenen jüdischen Sklaven des Titus Flavius Clemens, andere halten sogar eine Identität der beiden für möglich. In den Pseudoklementinischen Homilien (entstanden zwischen 220 und 300) ist dieser Bischof Klemens verwandt mit vielen bedeutsamen Männern, die zur Familie des Kaisers gehörten, und sein Vater war zusammen mit dem Kaiser aufgewachsen.
Flavius Clemens wurde jedenfalls im Frühjahr 95 hingerichtet, seine Frau Domitilla nach Pontia verbannt. Die Ermordung des Titus Flavius Clemens war eine der Taten, die wesentlich zu der Verschwörung beitrugen, der Domitian im folgenden Jahr (96) zum Opfer fiel. Hierbei führte Flavius Stephanus (ein ehemaliger Sklave der Domitilla?) den ersten Streich.